# Нагиев, Муса
Муса Нагиев или Ага Муса Нагиев (азерб. Ağa Musa Nağıyev; 1848—1919) — известный азербайджанский миллионер, нефтепромышленник, меценат конца XIX — начала XX веков.

## Биография

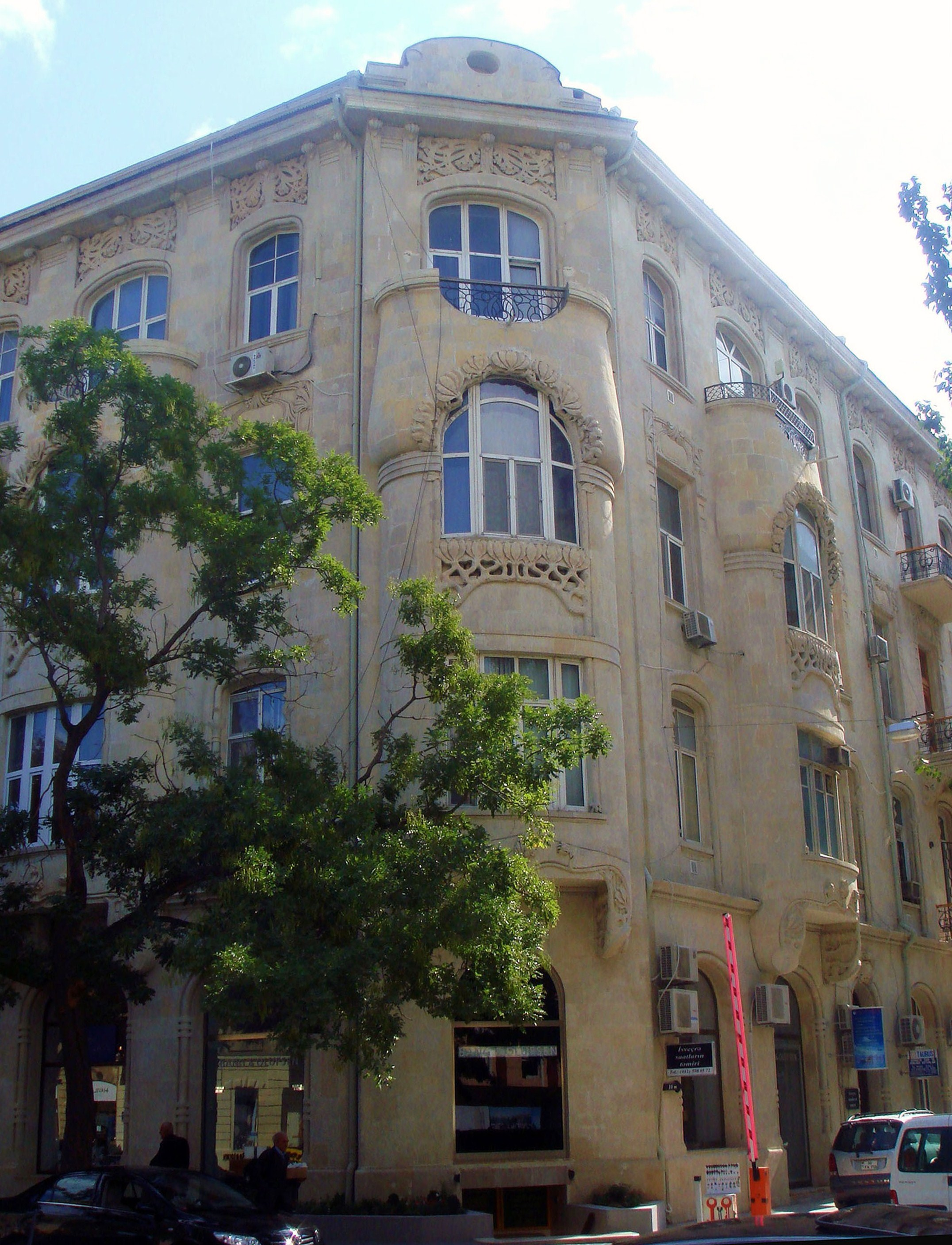
«Нагиевский» дом в центре Баку, построенный Мусой Нагиевым, в котором он проживал.

Муса Нагиев родился в 1848 году в бакинском пригородном посёлке Баладжары в бедной семье торговца соломой.  Был старшим из четырёх детей в семье. Когда ему исполнилось 11 лет, он стал работать в порту носильщиком. Каждый день он вставал в 5 часов и отправлялся на работу. К 18 годам, скопив довольно приличную сумму, он приобрёл земельный участок, на котором хотел заняться земледелием. При бурении колодца для воды на его участке забил фонтан нефти, с того дня он сделался нефтеторговцем. Заработанные деньги позволили ему нанять грамотных специалистов-нефтяников и серьёзно организовать дело. Через несколько лет практически все скважины в поселке Бинагади принадлежали Мусе Нагиеву. Он был одним из самых богатых нефтепромышленников Баку, не считая братьев Нобелей — его состояние оценивалось в 300 миллионов рублей. Наряду с Гаджи Зейналабдин Тагиевым, Эммануилом Нобелем и Давидом Ландау (отца советского физика Льва Ландау) являлся членом высшего органа бакинских нефтепромышленников — Совета съезда (на протяжении 27 лет - то есть всю историю его деятельности, председателями съезда являлись братья Гукасовы - Павел и Аршак Осиповичи). Позже он начал инвестировать в строительство и недвижимость, чтобы гарантировать себе источник регулярных доходов, построил в Баку 98 зданий, из них 4 больницы, и стал крупнейшим владельцем бакинской арендной недвижимости, владея более чем 200 зданиями, Муса Нагиев также является дедом известной французской писательницы азербайджанского происхождения Банин.
Вопреки бытующему мнению о нём, как о скупом человеке, Муса Нагиев тратил большие средства на благотворительность, был главным спонсором и попечителем одного из крупнейших реальных училищ. В здании училища сейчас располагается Азербайджанский государственный экономический университет. В качестве почётного попечителя Бакинского реального училища, Муса Нагиев получил золотую медаль на Андреевской ленте и орден святого Станислава III степени.
Муса Нагиев благодаря острому уму и предприимчивости стал миллионером. Если в 1915-1916 гг. капитал Нагиева составлял около 6 млн рублей золотом, то капитал Нагиева оценивался во много раз выше. В 1897 году он основал нефтедобывающую фирму «Муса Нагиев», которая в 1913 году вошла в число самых результативных в Баку: в 1908 году годовая добыча нефти компанией Нагиева составляла более 12,3 млн пудов. Нагиев построил много домов в Баку – являлся владельцем сотен зданий. До сих пор в городе сохранилось множество прекрасных зданий, возведенных на его средства. Среди них: двухэтажные здания по ул. 28 Мая, Зимний клуб (ныне Дом офицеров им. Ази Асланова), гостиницы «Астория» и «Новая Европа» (ныне в ней расположен офис российской нефтяной компании ЛУКойл), здание больницы (ныне она носит его имя), величественное здание «Исмаиллия», построенное в честь старшего сына Исмаила (ныне здание Президиума НАН Азербайджана), немецкая кирха в Баку (ныне в ней действует Зал камерной музыки) и др. Нагиев лично профинансировал постройку 98 крупных зданий. Вместе с Г.З. Тагиевым Нагиев учредил Бакинский торговый банк. Значительные денежные средства Муса выделил на учреждение товарищества по осушению Биби-Эйбатской бухты, строительные работы, по осушению которой проводились достаточно быстро (до 1917 года было осуществлено около 70% проектных работ). Построив техническую начальную школу в Баку, он взял шефство над ней и оплачивал содержание 25 детей-азербайджанцев в подготовительных классах. Нагиев вложил большие средства в сооружение городского Шолларского водопровода; он был почётным попечителем Бакинского реального училища (ныне Государственный экономический университет в Баку), также построенного на его средства. Российский император Николай II наградил его золотой медалью на Андреевской ленте и орденом Святого Станислава III степени за вложение капитала в развитие российского нефтяного дела, а также за внедрение нового механического метода нефтедобычи.

## Семья

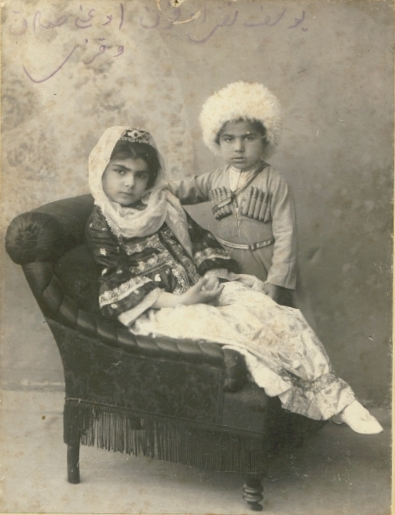
Ругия (Люба) и Садых, дети Юсуфа, брата Мусы Нагиева, и Хадиджи, дочки Шамси Асадуллаева

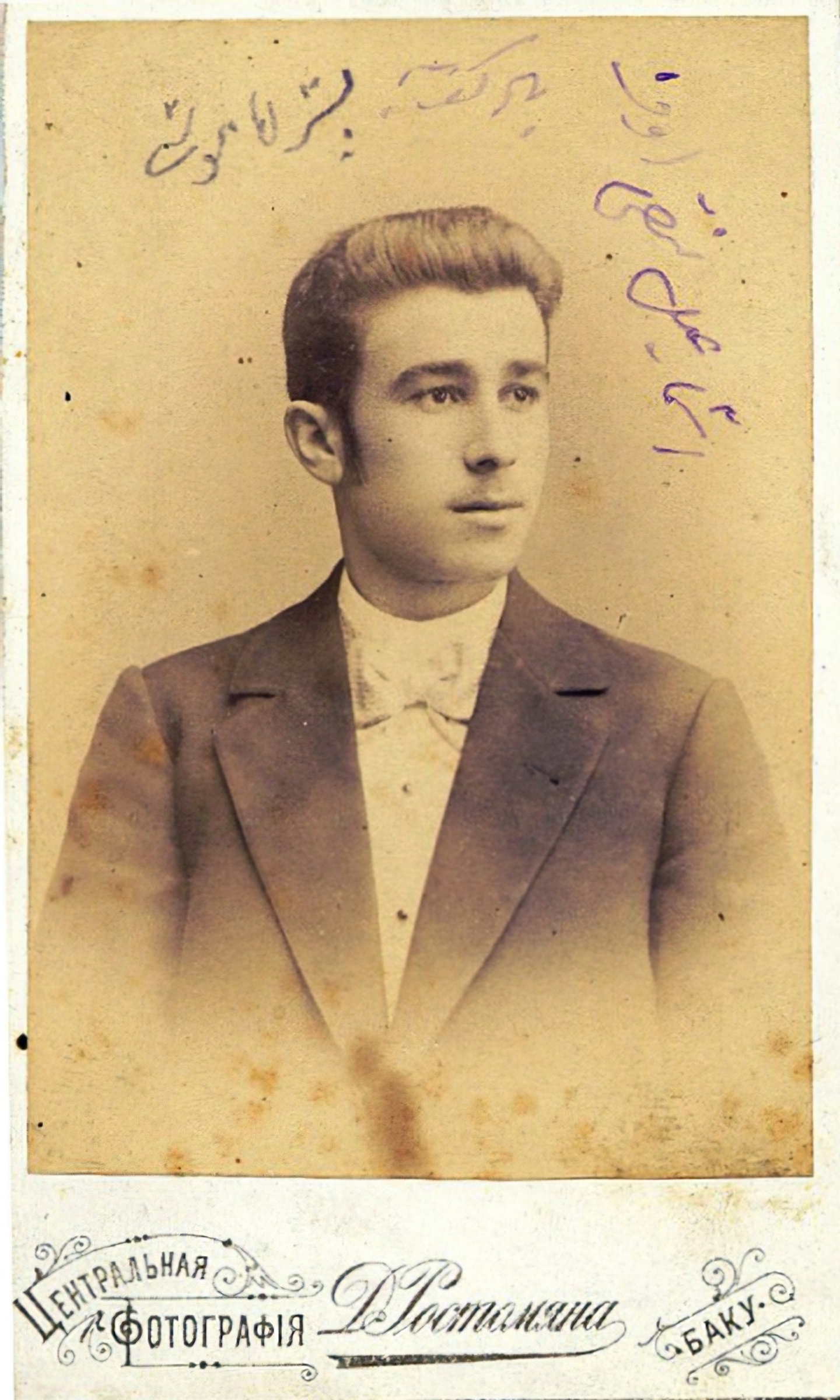
Сын Мусы Нагиева Исмаил Нагиев

В 1872 году, ещё не будучи нефтяным магнатом, Муса Нагиев женился на Ругии Сеидгызы. Семья невесты была намного богаче и знатнее Нагиевых. У них родились сын Исмаил и дочь Уммульбану.
Позже на одном из приемов Муса Нагиев познакомился с Елизаветой Григорьевной. Елизавета — грузинская еврейка — произвела на него большое впечатление, у них сложились очень близкие отношения, продолжавшиеся не один год. На званые вечера Муса Нагиев всегда ходил с Елизаветой. При этом он называл её женой, а Ругию ханым — матерью своих детей. Ругия ханым была в курсе их отношений и постепенно муж и жена отдалялись друг от друга. В 1900 году Уммюлбану вышла замуж, но вскоре умерла при родах. А в 1902 году во Флоренции умер от туберкулеза единственный сын Нагиева — Исмаил. После этого Ругия ханым не стала жить с мужем — переехала в другой дом в Цветочном пассаже.
Муса Нагиев является дедом по материнской линии французской писательницы и мемуариста Бани́н (Умм эль-Бану́ Мирза кызы Асадулла́ева). Дедом Умм эль-Бану по отцовской линии был другой крупный азербайджанский промышленник того времени — Шамси Асадуллаев.
В своём автобиографическом романе «Кавказские дни» Банин вспоминает:
Мой дед Ага-Муса, будучи одним из самых богатых бакинских нефтепромышленников, слыл человеком прижимистым. О его скупости говорили многие, и эти россказни были часто очень противоречивыми...Иногда разные благотворительные общества проводили акции, например, продавали на улицах искусственные цветы. Продавщицы прикалывали фиалку на грудь какому-нибудь прохожему, протягивая ему металлическую баночку для пожертвований. Говорят, что в такие дни дед не выходил из дому. Но когда дедушка умер, стало известно, что он давал в долг малознакомым людям огромные деньги, без всякого залога или расписки, веря им на слово. Кроме того, он оплачивал учебу множества неимущих юношей и девушек. Такой вот, противоречивый малый был мой дед Ага-Муса Нагиев...
...Ага-Муса, этот Гарпагон, был славен еще и тем, что украсил Баку великолепными зданиями. Это было его слабостью. Когда умер от чахотки мой дядя Исмаил, единственный сын Ага-Мусы, дед возвел в память о нем жемчужину архитектуры – здание «Исмаилийя».

## Благотворительность

### Дворец «Исмаилийе»

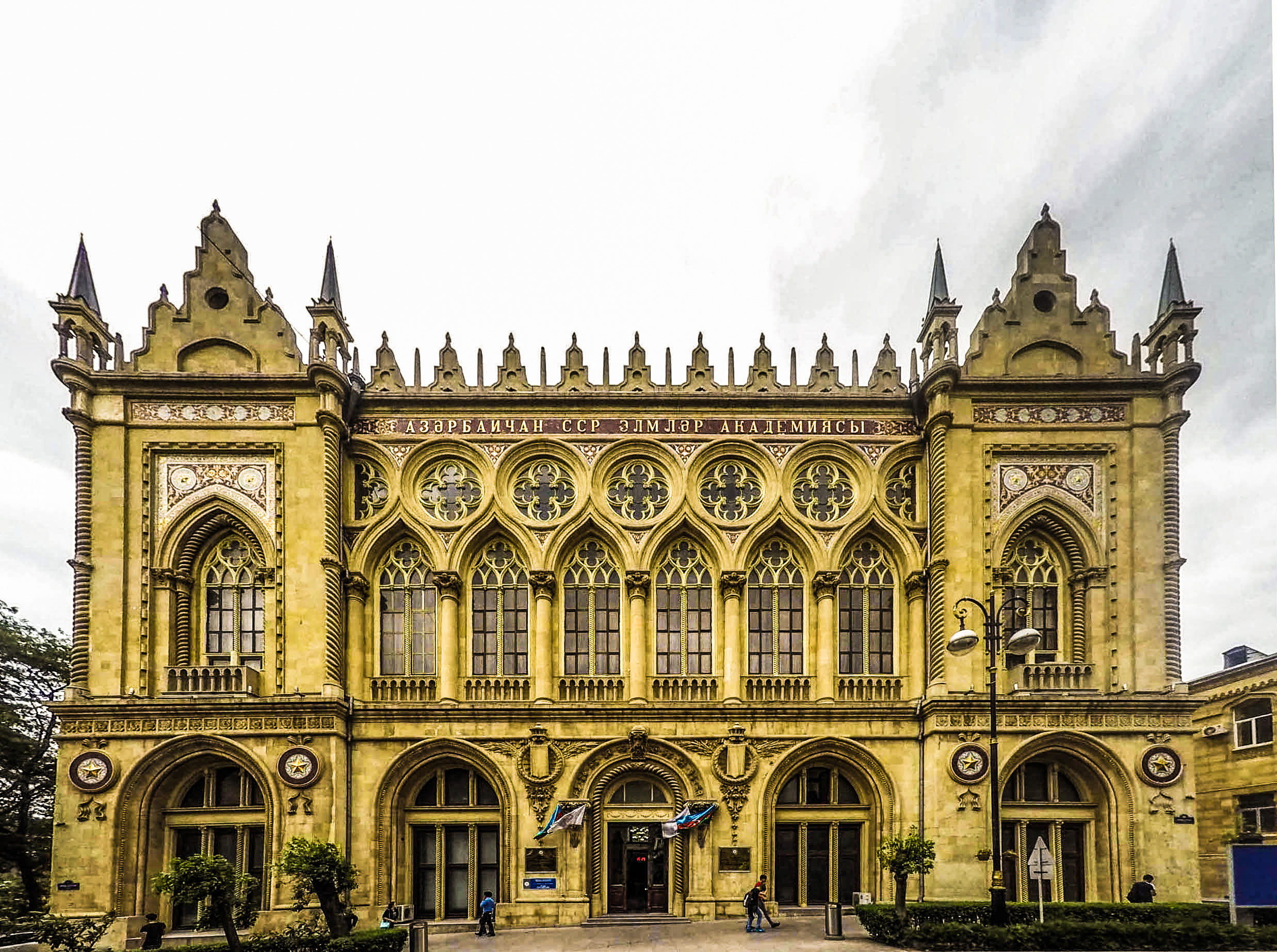
Дворец «Исмаилийе», ныне здание Академии наук Азербайджана.

В 1907 году Ага Муса Нагиев заказал архитектору Юзефу Плошко построить здание в память рано умершего сына на приобретённом им участке на Николаевской улице, это здание затем он предложил в качестве подарка благотворительному мусульманскому обществу. Дворец «Исмаилийе», созданный по образцу Дворца Дожей в Венеции, теперь занимает Президиум Академии наук Азербайджана.

### Отель «Новая Европа»

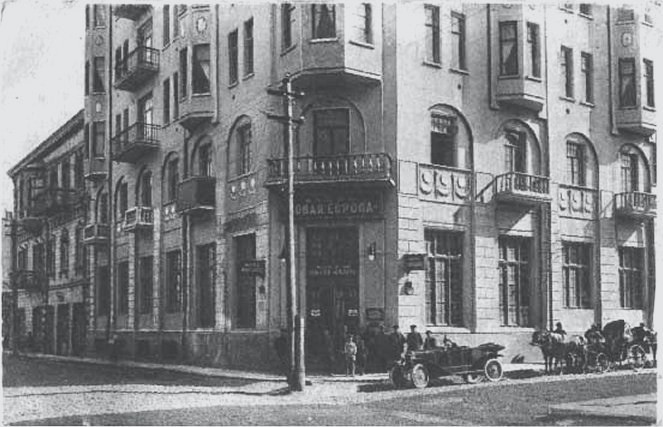
Отель «Новая Европа»

3 октября 1998 года президент Азербайджана Гейдар Алиев, выступая на церемонии торжественного открытия нового офиса российской нефтяной компании «Лукойл» в Баку, отремонтированного здания отеля «Новая Европа», отметил:
Из истории известно, что это здание было построено в начале XX века. Его построил крупный нефтяной предприниматель Муса Нагиев. В то время, в начале века, когда в Азербайджане нефтяной бум дошёл до самой высокой черты, для размещения представителей, деловых людей, компаний, прибывающих из-за рубежа, подобный отель, конечно же, был необходим. С того времени это здание было одним из самых красивых отелей Баку ...Пусть Аллах упокоит душу Мусы Нагиева, который в своё время построил такое здание и оставил его будущим поколениям!
В 1920-е годы в отеле, приезжая в Баку, останавливался Сергей Есенин.

### Клиническая больница

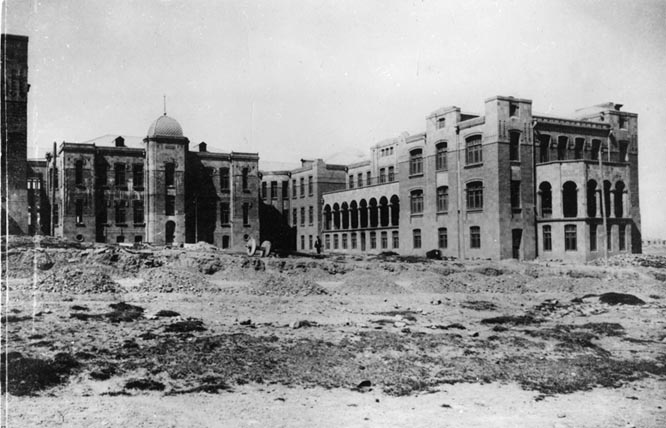
Больница Мусы Нагиева (Баку.1912)

После смерти единственного сына, который умер от туберкулеза в возрасте 27 лет, Ага Муса Нагиев решил построить больницу. Он очень хотел, чтобы в этой больнице осуществлялась профилактика и эффективное лечение тяжелых заболеваний, чтобы люди, особенно молодые, не уходили безвременно из жизни, как это случилось с его сыном. Построенное по проекту талантливого гражданского инженера Н. Г. Баева здание больницы было введено в эксплуатацию в 1918 году. Строительство больницы обошлось Мусе Нагиеву в 300 тысяч рублей золотом. Общая площадь территории больницы — более 100 тысяч квадратных метров, амбулаторная часть рассчитана на тысячу коек. В 1992 году этому зданию возвращено имя Мусы Нагиева. Долгое время в здании располагалась Клиническая больница скорой медицинской помощи им. Мусы Нагиева. С июня 2010 года в здании располагается Министерство здравоохранения Азербайджана.

## Интересные факты

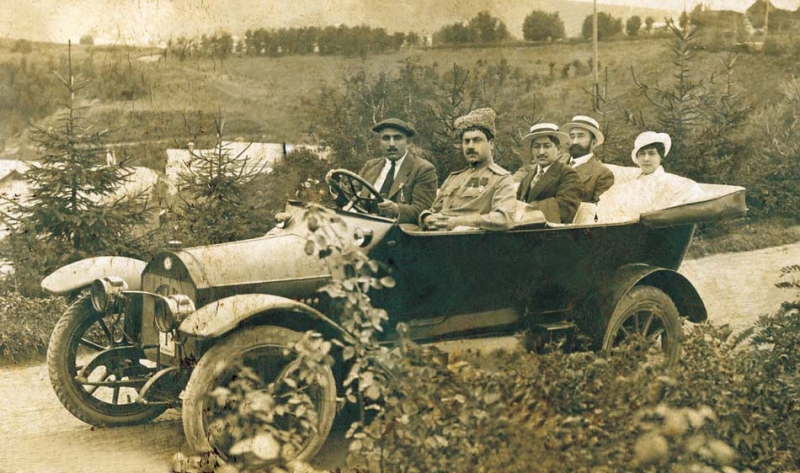
Автомобиль Мусы Нагиева. Сам Нагиев сидит на заднем сидении

- Как-то на одном из благотворительных вечеров Муса Нагиев был укорен устроителем мероприятия малой суммой пожертвования и что его сын, Исмаил-бек, внёс сумму, превышающую десятикратно. На что Муса Нагиев парировал: «Что же тут такого? Он сын миллионера, я же сын простого соломщика.»
- Муса Нагиев дважды похищался бандитскими шайками, орудовавшими в то время Баку. Владелец многомиллионного состояния в обоих случаях, ввиду своей скупости, наотрез отказывался выплачивать бандитам выкуп. В первый раз организаторы похищения, поняв бессмысленность дальнейших переговоров с Мусой, отпустили его. По слухам, во время второго похищения выкуп был выплачен Гаджи Зейналабдином Тагиевым. Это покушение стало нашумевшим много лет позже, так как по описаниям домочадцев Мусы Нагиева главарь шайки был грузином с лицом, усыпанным шрамами от оспы. Именно человека с такими приметами — Сталина, разыскивала полиция Баку за организацию подобных похищений. Все добытые Сталиным преступным путём деньги шли на финансирование большевистской партии[14].
- После смерти Мусы Нагиева духовенство, опираясь на законы шариата, потребовало от наследников передать десятую часть его имущества мечетям. Обеспокоенные притязаниями духовенства, наследники представили «святым отцам» доказательства того, что Ага Муса не являлся мусульманином, а принадлежал к религиозному течению Бахаи и в качестве примера был приведен случай, когда однажды на суде Нагиев, отказавшись клясться на Коране, принёс присягу на книге шейха Бахауллы[15].

## Память
Имя Мусы Нагиева носят:
- Клиническая больница скорой медицинской помощи в городе  Баку[16][17]